# Jakub Rojowski
Jakub Rojowski z Rojowa herbu Cholewa – kasztelan wiślicki w 1684 roku, rzekomy cześnik dobrzyński w latach 1666-1684, sędzia kapturowy województwa sandomierskiego  w 1669 roku, duktor powiatu pilzneńskiego w 1669 roku.
Był elektorem Michała Korybuta Wiśniowieckiego z województwa sandomierskiego w 1669 roku. Poseł na sejm nadzwyczajny 1670 roku z województwa sandomierskiego.